# Кнуд Крістіан Андерсен
Кнуд Крістіан Андерсен (дан. Knud Christian Andersen; 29 квітня 1867–1918) — данський зоолог, фахівець з кажанів.

## Життєпис
Син Андерса Андерсана і Сесілії Крістін Дайнезен. Народився 1867 року в Фредеріксберзі. У 1874 році втратив батька. Закінчив школу в рідному місті. У 1885—1890 роках займався викладанням зоології в різних приватних школах. У 1890—1901 роках працював орнітологом в Зоологічному музеї Фредеріксбергу, проводив польові дослідження на Фарерських островах.
У 1901 році болгарський цар Фердинанд I запросив його на посаду помічника директора Зоологічного музею в Софії, а потім куратора (очільника) орнітологічної колекції музею. Перебував на посаді 3 роки. Через розчарування умовами праці він відмовився від цієї посади.
У 1904 році Британський музей найняв його для дослідження кажанів у Тихому океані, у Південно-Східній Азії та Квінсленді. Особливо його цікавив роди криланів та з підковикових, з яких він описав 15 нових видів. 1907 року оженився на Герті Йоган Генріксен, яка як невдовзі виявилося страждала на алкоголізм. У 1909 році Андерсен був обраний членом Лондонського зоологічного товариства.
У червні 1918 року він таємниче зник, залишивши вранці свій будинок у Лондоні. Його тіло ніколи не було знайдено.

## Творчість
Опублікував 13 наукових праць про підковоносів Південно-Східної Азії. Першою стали «Нариси про птахів Фарерських островів» (перша частина вийшла друком 1898 року, інші до 1905 року). Найвідомішою його роботою був «Каталог рукокрилих» у колекції Британського музею, який вважається однією з наймасштабніших робіт щодо криланів. Описав 49 нових видів рукокрилих.

## Пам'ять
На його честь названо види Dobsonia anderseni і Artibeus anderseni.